# وستر وی، تاسمانی
وستر وی (به انگلیسی: Westerway) یک شهرک در استرالیا است که در تاسمانی واقع شده‌است.